# Friedrich Riepe
Friedrich „Fritz“ Wilhelm Emil Riepe (* 28. Juli 1893 in Eidinghausen; † 18. März 1968 in Bad Oeynhausen) war ein deutscher Ingenieur und Manager der deutschen Stahl- und Maschinenbauindustrie.

## Leben
Geboren als Sohn eines Landwirtes besuchte Friedrich Riepe die Oberrealschule in Bad Oeynhausen, die er 1910 mit der Primarreife verließ. Nach einem sechsmonatigen Industriepraktikum studierte er vom Wintersemester 1910/1911 bis zum Sommersemester 1913 am Polytechnischen Institut Arnstadt Maschinenbau. Hier wurde er 1911 Mitglied des Wissenschaftlichen Turnvereins Concordia, des späteren Corps Brunsviga Hannover. Nach Abschluss des Studiums als Ingenieur im Herbst 1913 setzte er seinen Studien an der Technischen Hochschule Danzig fort.
Vom Ausbruch des Ersten Weltkriegs bis 1916 war er Soldat bei der Kraftfahrtruppe, zuletzt als Vizefeldwebel der Reserve. Von 1916 bis 1919 war er Truppeningenieur bei der Kraftfahrabteilung in Danzig.
Nach Ausscheiden aus dem Truppendienst war Riepe zunächst bis 1924 als Konstrukteur im Auto- und Motorenbau tätig. Von 1924 bis 1927 war er Betriebsdirektor bei der Magdeburger Maschinenfabrik, von 1927 bis 1935 Oberingenieur und Abteilungsdirektor bei Junkers-Motorenbau Dessau, von 1935 bis 1938 Technischer Direktor bei den Linke-Hofmann-Busch-Werken in Breslau und von 1938 bis 1943 Technischer Direktor bei der Schäffer & Budenberg GmbH in Magdeburg. 1943 wurde er in das Direktorium der Vereinigten Oberschlesischen Hüttenwerke AG berufen. Gleichzeitig war er bis zum Ende des Zweiten Weltkriegs Vorstandsmitglied der Baildon-Silesia-Stahl AG und des Stahl-Preßwerks Laband in Gleiwitz.
Nach einer freiberuflichen Tätigkeit als beratender Ingenieur wurde Riepe 1947 Generalbevollmächtigter der Familie Hoesch. 1952 wechselte er zum Otto-Wolff-Konzern und war dort bis 1962 Technischer Vorstand des Eisenwerks Weserhütte AG und Geschäftsführer der Weserhütte Otto Wolff GmbH in Bad Oeynhausen. Friedrich Riepe erlag 1968 einem Krebsleiden.

## Ehrenämter
Bis zum Ende des Zweiten Weltkriegs war Riepe Vizepräsident der Wirtschaftskammer Magdeburg-Anhalt, Königlich Bulgarischer Konsul für Mitteldeutschland und Kurator des Osteuropäischen und Mitteldeutschen Instituts für Wirtschaftsforschung.
Nach dem Zweiten Weltkrieg war er Vorsitzender bzw. Vorstandsmitglied zahlreicher Wirtschaftsverbände der Maschinenbau- und Gießereiindustrie. Des Weiteren war er Kurator des Donaueuropäischen Instituts Wien und seit 1958 Mitglied des Verwaltungsrates der Hannoverschen Hochschulgemeinschaft.

## Ehrungen
- Am 31. Juli 1958 ernannte die Technische Hochschule Hannover Friedrich Riepe zum Ehrenbürger.
- Das Corps Franco-Guestphalia Köln ehrte ihn mit der Ernennung zum Ehrencorpsburschen.
- Das Corps Baltica-Borussia Danzig zu Hannover verlieh ihm 1959 die Corpsschleife und 1965 das Band.
- Wegen seiner Verdienste um die Rekonstitution in Braunschweig zeichnete ihn das Corps Franconia Berlin 1961 mit der Ernennung zum Ehren-Alten Herrn aus.